# JEL企業
JEL企業 (控股) 有限公司，簡稱JEL企業 (控股)，以及JEL企業（英語：JEL CORPORATION (HOLDINGS) LTD，SGX：J16），在1984年由創辦人陈文扬（由於參與財政造假而退任）和另一位創立。
業務在全球分销快速消费品，消费类电子，IT，摄影，流动通讯和计时产品。總部位於JEL Centre 11 Changi North Way Singapore 498796。
股份在2003年8月22日於新加坡交易所主板上市。招股價為0.21坡元，發行股份為42,000,000股，集資額為9,000,000坡元。

## 造假報表
前执行主席兼总裁陈文扬与公司两名前高层共谋窜改发票，报大营业收入以夸大业绩，被新加坡地方法院判坐牢12个月及罚款28万坡元。

## 連結
- JELCorp.com （页面存档备份，存于）